# Smedley Butler
El general Smedley Darlington Butler (West Chester, Pensilvania, 30 de julio de 1881-Filadelfia, Pensilvania, 21 de junio de 1940) fue el más joven capitán y el militar más condecorado en la historia de los Estados Unidos. Destacado oficial de la historia del Cuerpo de Marines, y uno de los dos únicos Marines en recibir por heroísmo en combate dos Medallas de Honor, la más alta condecoración de su país. Fue hasta su muerte en 1940 el oficial más popular entre las tropas.
Después de su retiro escribió el libro La guerra es un latrocinio, donde denuncia la función del ejército de Estados Unidos como una herramienta imperialista de dicho país que actúa en beneficio de sus empresarios.

## Carrera militar
Smedley Butler fue posiblemente el oficial militar más activo de las guerras bananeras, en su rol como Mayor General del Cuerpo de Marines de los Estados Unidos.
Participó en muchas acciones en Cuba en la guerra hispano-estadounidense; en Filipinas en la guerra filipino-estadounidense; en China contra el levantamiento de los bóxers; en las guerras bananeras en Centroamérica, en Honduras y Nicaragua; en la toma de Veracruz en México, donde obtuvo su primera Medalla de Honor del Congreso de los Estados Unidos durante la Ocupación estadounidense de Veracruz de 1914, en el contexto de la Revolución Mexicana; en la ocupación de Haití, donde obtuvo la segunda medalla de Honor del Congreso; y después participó en la Primera Guerra Mundial y finalmente, nuevamente en China.
Smedley Butler combatió en Honduras en 1903 y prestó servicio en Nicaragua de 1909 a 1912. Fue condecorado con la Medalla de Honor por su actuación en Veracruz en 1914 y recibió otra al valor durante la "represión de la resistencia Caco" en Haití en 1915. En 1935, Butler escribió el libro La guerra es un latrocinio, en el que denunció que los banqueros, especuladores, fabricantes de munición, de uniformes, etcétera, apoyados por un gobierno sometido a su vez a la voluntad del capitalismo, provocan las guerras para su propio beneficio, cargando la cuenta en los soldados.
Estas intervenciones bélicas fueron realizadas en su mayor parte por el Cuerpo de Marines de los Estados Unidos. Se recurría a los marines con tanta frecuencia que estos crearon y publicaron en 1921 The Strategy and Tactics of Small Wars, un manual de tácticas y estrategias aplicables a guerras a pequeña escala. En algunos casos, también se recurrió al fuego naval y al ejército de los Estados Unidos.

## DiscursoWar is a Racket
Después de retirarse del Cuerpo de Marines, en 1935 escribió el discurso War is a Racket (en español La guerra es un latrocinio o La guerra es una estafa), en el que denuncia el uso de las fuerzas armadas de los Estados Unidos para el beneficio de Wall Street. Este libro detalla cómo Estados Unidos intervino militarmente en Hispanoámerica para beneficio de las grandes compañías estadounidenses, pasando el costo de la guerra finalmente a los ciudadanos estadounidenses.

"Nos ha ido bastante bien con Luisiana, Florida, Texas, Hawái y California y el Tío Sam puede tragarse a México y Centroamérica, con Cuba y las islas de las Indias Occidentales como postres y sin intoxicarse.
He servido durante 30 años y cuatro meses en las unidades más combativas de las Fuerzas Armadas estadounidenses: en la Infantería de Marina. Tengo el sentimiento de haber actuado durante todo ese tiempo de bandido altamente calificado al servicio de las grandes empresas de Wall Street y sus banqueros. En una palabra, he sido un pandillero al servicio del capitalismo. De tal manera, en 1914 afirmé la seguridad de los intereses petroleros en México, Tampico en particular. Contribuí a transformar a Cuba en un país donde la gente del National City Bank podía burlar tranquilamente los beneficios. Participé en la "limpieza" de Nicaragua, de 1902 a 1912, por cuenta de la firma bancaria internacional Brown Brothers Harriman. En 1916, por cuenta de los grandes azucareros norteamericanos, aporté a la República Dominicana la "civilización". En 1923 "enderecé" los asuntos en Honduras en interés de las compañías fruteras norteamericanas. En 1927, en China, afiancé los intereses de la Standard Oil.
Fui premiado con honores, medallas y ascensos. Pero cuando miro hacia atrás considero que podría haber dado algunas sugerencias a Al Capone. Él, como gángster, operó en tres distritos de una ciudad. Yo, como marine, operé en tres continentes. El problema es que cuando el dólar estadounidense gana apenas el seis por ciento, aquí se ponen impacientes y van al extranjero para ganarse el cien por ciento. La bandera sigue al dólar y los soldados siguen a la bandera".

## Condecoraciones, premios y promociones

### Condecoraciones militares
Entre los premios y condecoraciones otorgados a Butler se cuentan los siguientes:
| Una segunda condecoración siempre se representa con una nueva cinta |  |  |  |
|                                                                     |  |  |  |
|                                                                     |  |  |  |
|                                                                     |  |  |  |
|                                                                     |  |  |  |

| 1.ª fila | Medalla de Honor                     | Medalla de Honor                     | Medalla de Honor                     | Medalla de Honor                                         | Medalla de Honor                                         | Medalla de Honor                                         | Medalla de Honor                              | Medalla de Honor                              | Medalla de Honor                              | Medalla de Honor                                                                         | Medalla de Honor                                                                         | Medalla de Honor                                                                         |
| 2.ª fila | Medalla Brevet del Cuerpo de Marines | Medalla Brevet del Cuerpo de Marines | Medalla Brevet del Cuerpo de Marines | Medalla por Servicio Distinguido de la Armada            | Medalla por Servicio Distinguido de la Armada            | Medalla por Servicio Distinguido de la Armada            | Medalla por Servicio Distinguido del Ejército | Medalla por Servicio Distinguido del Ejército | Medalla por Servicio Distinguido del Ejército | Medalla de Expedicionario del Cuerpo de Marines con tres estrellas de servicio de bronce | Medalla de Expedicionario del Cuerpo de Marines con tres estrellas de servicio de bronce | Medalla de Expedicionario del Cuerpo de Marines con tres estrellas de servicio de bronce |
| 3.ª fila | Medalla de la Campaña Española       | Medalla de la Campaña Española       | Medalla de la Campaña Española       | Medalla de la Expedición de Auxilio a China              | Medalla de la Expedición de Auxilio a China              | Medalla de la Expedición de Auxilio a China              | Medalla de la Campaña Filipina                | Medalla de la Campaña Filipina                | Medalla de la Campaña Filipina                | Medalla de la Campaña Nicaragüense                                                       | Medalla de la Campaña Nicaragüense                                                       | Medalla de la Campaña Nicaragüense                                                       |
| 4.ª fila | Medalla de la Campaña Haitiana       | Medalla de la Campaña Haitiana       | Medalla de la Campaña Haitiana       | Medalla de la Campaña Dominicana                         | Medalla de la Campaña Dominicana                         | Medalla de la Campaña Dominicana                         | Medalla del Servicio en México                | Medalla del Servicio en México                | Medalla del Servicio en México                | Medalla de la Victoria en la Primera Guerra Mundial con cruz de Malta                    | Medalla de la Victoria en la Primera Guerra Mundial con cruz de Malta                    | Medalla de la Victoria en la Primera Guerra Mundial con cruz de Malta                    |
| 5.ª fila | Medalla del Servicio en el Yangtsé   | Medalla del Servicio en el Yangtsé   | Medalla del Servicio en el Yangtsé   | Gran Cruz de la Orden Nacional de Honor y Mérito (Haití) | Gran Cruz de la Orden Nacional de Honor y Mérito (Haití) | Gran Cruz de la Orden Nacional de Honor y Mérito (Haití) | Medalla Militar (Haití)                       | Medalla Militar (Haití)                       | Medalla Militar (Haití)                       | Comandante de la Orden de la Estrella Negra (Francia)                                    | Comandante de la Orden de la Estrella Negra (Francia)                                    | Comandante de la Orden de la Estrella Negra (Francia)                                    |

### Otros reconocimientos
- El USS Butler (DD-636), un destructor de clase Gleaves, fue nombrado en su honor en 1942. Participó en la Segunda Guerra Mundial, en los teatros de operaciones europeo y pacífico, y posteriormente fue reconvertido en un dragaminas de alta velocidad.[9]
- El Business Plot en el que se vio implicado Butler fue plasmado en el documental canadiense La corporación (2003).[10]
- La Casa de Butler, en la que Smedley Butler se crio en West Chester, fue incluida en el Registro Nacional de Lugares Históricos en 1980.[11]

### Promociones y retirada
| Rango             | Fecha de la promoción   | Edad | Lugar                                             | Notas |
| ----------------- | ----------------------- | ---- | ------------------------------------------------- | --- |
| Teniente segundo  | 10 de junio de 1898     | 16   | Washington D. C.                                  | Fecha de adjunto |
| Teniente primero  | abril de 1899           | 17   | en camino a Cavite (Filipinas)                    | (Fecha y lugar sin confirmar) |
| Capitán           | 23 de julio de 1900     | 18   | Tientsin (China)                                  | Le fue concedido un brevet de capitán por sus acciones del 13 de julio antes de recibir la promoción completa                                             |
| Mayor             | octubre de 1908         | 27   | Filadelfia (Pensilvania, EE. UU.)                 | — |
| Teniente coronel  | 22 de abril de 1917     | 35   | Puerto Príncipe (Haití)                           | Retroactivo a 29 de agosto de 1916 |
| Coronel           | 2 de agosto de 1918     | 37   | Base del Cuerpo de Marines de Quantico (Virginia) | Concedido ante la toma del mando de la nueva base de entrenamiento                                                                                        |
| Brigadier general | 19 de noviembre de 1918 | 37   | Camp Pontanezen (Brest, Francia)                  | Retroactivo a 7 de octubre de 1918, concedido tras la toma del mando del campamento; Butler fue el general más joven de la historia del Cuerpo de Marines |
| Mayor general     | 22 de julio de 1929     | 47   | Base del Cuerpo de Marines de Quantico            | — |
| Retiro militar    | 1 de octubre de 1931    | 50   | Base del Cuerpo de Marines de Quantico            | — |